# Mordella lacsonensis
Mordella lacsonensis là một loài bọ cánh cứng trong họ Mordellidae. Loài này được Pic miêu tả khoa học năm 1922.